# Alchemy+
Alchemy+（アルケミープラス）は、日本の音楽家。

## メンバー

### 現メンバー
- 稲田mazzy昌宏（いなだマジーまさひろ）
  - 作曲・編曲・ベース・ギター・プログラミング担当。
  - 1974年3月16日生まれ。
  - 愛知県半田市出身。
  - 現在は、フリーランスの作曲家/編曲家活動の他、バンド・i'm homeでベーシスト活動も行い、2020年より自分の開設したYouTubeチャンネルにて楽曲の公開を開始。

### 元メンバー
- HI☆YO 原口知己（ひよ・はらぐちともみ）
  - ボーカル・作詞・作曲担当。
  - 兵庫県南あわじ市阿万出身。
  - 10月13日生まれ。2011年9月脱退。

## 略歴
2000年、目黒区の音楽学校メーザー・ハウス在学中、ヴォーカル科のHI☆YOとベース科出身の稲田mazzy昌宏がセッションで出会い、ホーンセクションも組み込んだ大所帯のバンド活動を経て、二人組ユニットを結成し楽曲制作を始める。
2001年に音楽出版社にスカウトされたのを契機に、作家としての活動も始める。
コンピュータゲーム関連のBGMにスタートし、アニメ関係の楽曲制作に多く携わるようになり、2006年にAlchemy+名義でランティスからリリース。アーティストのサポート・ミュージシャンとしてのライブやレコーディング、またリミックスなどを行い、メジャー・インディーズ拘らず、プロデュース活動も含め幅広い活動を行う。2011年9月にHI☆YOが脱退、以降は稲田mazzy昌宏によるソロプロジェクトとして活動。

## エピソード
HI☆YO 原口知己

画家でスウィング・ジャズ好きである祖父の影響で、2歳から流行歌やアニメソングを歌って祖父が録音をするという毎日を過ごしていた。和歌が好きであった祖母に習い短歌を書いたり、言葉遊びをしていた。12歳で淡路人形浄瑠璃の義太夫を、人間国宝鶴澤友路の弟子として開始し、全国で公演を行い、人前で表現することのベースを作った。大学卒業後、一般企業に就職するも、可能性を求め上京、入学した音楽学校メーザー・ハウスで、2年間限定ヴォーカル科講師であった小比類巻かほると出会い、すぐにライブでのサポートコーラス(Tomomi)として参加するようになった。

稲田mazzy昌宏

稲田mazzy昌宏は、愛知県に生まれるも父の仕事の都合で、小学校低学年でアメリカ合衆国カリフォルニア州に移住。mazzyという名前はアメリカでの愛称でもある。幼少で身近に洋楽に触れたことが、音楽に対する感性の基盤となっている。その後は神奈川県横浜市に定住し、姉が国立音大を卒業したり、兄がロック好きでベースを弾いていたことと、永野護の作品『FOOL FOR THE CITY』に影響を受けてエレクトリックベースを始める。武蔵工業大学では音楽サークルで活動し、卒業後音楽学校メーザー・ハウスベース科に入学。しかしその頃、原因不明の病を両目に患い、右目の視力をほぼ失う。長期入院期間に本格的にプロの音楽家となる決意を固め、退院後専門学校に復帰。卒業後、HI☆YOがいるヴォーカル科のライブセッションで小比類巻かほると出会い、ライブサポートベーシストを勤めた。

## 影響を受けた人物
- 長岡成貢
- 久石譲
- 阿久悠
- 手塚治虫
- 永野護
- 歌川広重
- 横尾忠則
- 釈迦
- BOOM BOOM SATELLITES
- ヘルベルト・フォン・カラヤン
- ビートルズ
- トレヴァー・ホーン
- ノエル・ギャラガー
- マドンナ
- ホワイトスネイク
- ジャム&ルイス
- レオナルド・ダ・ヴィンチ
- ウィリアム・ターナー
- アルフォンス・ミュシャ
- アルベルト・アインシュタイン

## ディスコグラフィー
| 発売日         | タイトル | レーベル                          |
| -------------- | --- | --------------------------------- |
| 2003年11月6日  | 月華「蒼空に揺れる蜜月の小舟。／田村ゆかり」（作詞・作曲・編曲）                                                                   | コナミデジタルエンタテインメント  |
| 2003年7月26日  | FATE／浅野真澄「テレビアニメ一騎当千 ORIGINAL SOUND TRACK」（作曲・編曲）                                                          | ランティス                        |
| 2006年7月26日  | Time will shine／Alchemy+「D.C.II 〜ダ・カーポII〜 ボーカルアルバム Songs From D.C.II」（作詞・作曲・編曲・歌）                    | ランティス                        |
| 2006年8月23日  | Venus Panic／中原麻衣・清水愛「テレビアニメ Strawberry PanicEDテーマ 苺摘み物語」（作曲・編曲）                                    | ランティス                        |
| 2006年10月4日  | ソレイユ・ルヴァン／速水奨「テレビアニメ 恋する天使アンジェリークキャラクターソングvol.8ジュリアス」（作曲・編曲）                 | ランティス                        |
| 2007年5月23日  | 久遠〜kuon〜／宮野真守「テレビアニメ 鋼鉄三国志EDテーマ」（作詞・作曲・編曲）                                                      | KONAMI                            |
| 2007年9月5日   | 水影／遊佐浩二「鋼鉄三国志 ドラマ＆イメージソングアルバム 第2章〜六駿篇〜」（作曲・編曲）                                          | KONAMI                            |
| 2007年7月26日  | L+ 〜chaos edit〜／camino（リミックス）                                                                                            | pervert records                   |
| 2007年12月5日  | 久遠〜kuon〜／宮野真守「鋼鉄三国志ベストアルバム」（作詞・作曲・編曲）                                                             | コナミデジタルエンタテインメント  |
| 2008年1月16日  | 梵〜karma〜／伊藤美紀「テレビアニメ ひぐらしのなく頃に 解〜character case book〜vol.2 鷹野三四Link富竹ジロウ」（作詞・作曲・編曲） | フロンティアワークス              |
| 2008年2月14日  | YellowsicKING／小林ゆう「テレビアニメ ひぐらしのなく頃に 解〜character case book〜vol.3」（作詞・作曲・編曲）                      | フロンティアワークス              |
| 2008年2月27日  | ソレイユ・ルヴァン／速水奨「テレビアニメ恋する天使アンジェリークボーカルベストアルバム」（作曲・編曲）                             | ランティス                        |
| 2008年9月17日  | FATE／浅野真澄「テレビアニメ 一騎当千ベストソングコレクション〜SONG&SOUL祭り〜」（作曲・編曲）                                     | メディアファクトリー              |
| 2009年3月11日  | 久遠〜kuon〜「BREAK／宮野真守」（作詞・作曲・編曲）                                                                                | コナミデジタルエンタテインメント  |
| 2009年4月8日   | NEW LIFE・STORY〜spacy edit〜／camino「テレビ東京系特撮ドラマ トミカヒーロー レスキューフォース」（リミックス）                    | tearbridge records                |
| 2009年5月22日  | Destino／Alchemy+「テレビアニメ 異世界の聖機師物語EDテーマ」（作詞・作曲・編曲・歌）                                               | VAP                               |
| 2009年9月4日   | Get a chance／手越祐也（NEWS）「ジャニーズミュージカル DREAM BOYS2009」（作詞）                                                    | ジャニーズ・エンタテイメント      |
| 2010年9月22日  | DREAMER・Hold On Me「小比類巻かほる25周年アニバーサリーベスト」（BGV）                                                             | ソニー・ミュージックダイレクト    |
| 2011年3月17日  | ようこそアキバへ!／AYUMI「秋葉原おもてなしプロジェクトイメージソング」（作詞）                                                     | NPO法人秋葉原観光推進協会（ATPA） |
| 2012年10月24日 | follow your fate／歌：寿美菜子／「TVアニメ『機動戦士ガンダムAGE』キャラクターソングアルバム Vol.3 KIO AGE」（作曲・編曲）          | ランティス                        |
| 2019年1月18日  | Break it Out!／秋田知里（作曲・編曲）                                                                                              | ottosei records                   |
| 2021年2月14日  | 君の知らない物語／「C」秋田知里（カバーアレンジ）                                                                                  | エムアイティギャザリング          |

## 交友のあるアーティスト
- 長岡成貢
- 小比類巻かほる